# Regensberg (Adelsgeschlecht)

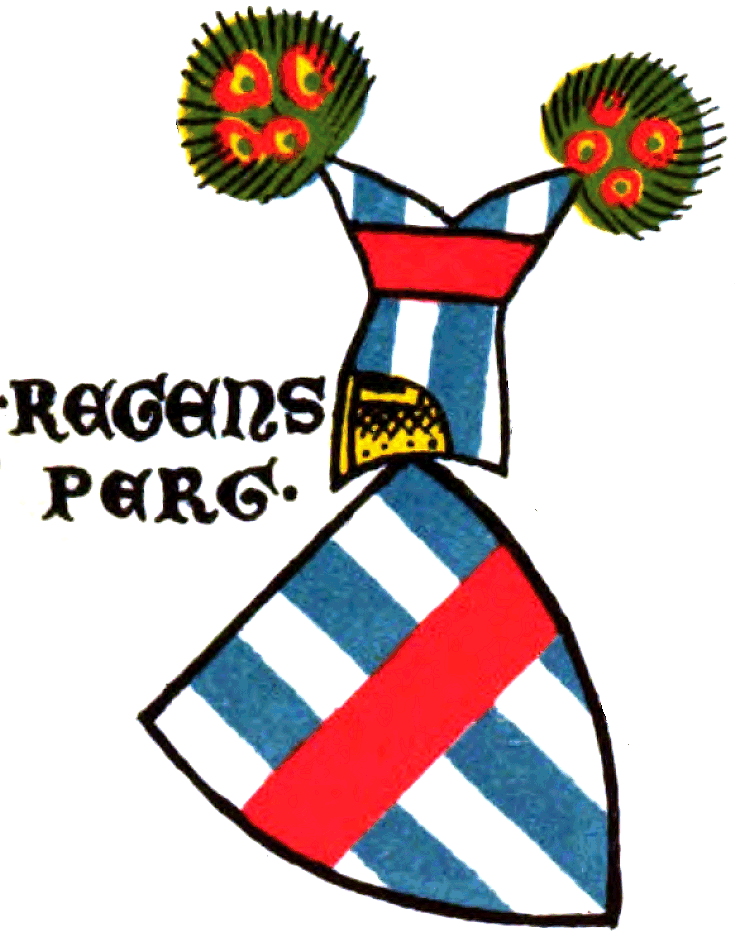
Wappen der Freiherren von „Regensperg“ in der Zürcher Wappenrolle

Die Freiherren von Regensberg waren ein bedeutendes Schweizer Adelsgeschlecht im ehemaligen Zürichgau; die genaue Genealogie, insbesondere der frühen Jahre, ist umstritten. Sie waren verwandt mit den Freiherren von Krenkingen, diese führten ein ähnliches Wappen.
Ihre Blütezeit erlebten die Regensberger im Hochmittelalter, und zu ihrem Herrschaftsbereich gehörten weite Teile des heutigen Kantons Zürich. Die Klöster Fahr und Rüti sowie die Städtchen Regensberg, Grüningen, Kaiserstuhl und Glanzenberg zählen zu ihren bekanntesten Gründungen. Hinzu kam Streubesitz im Aargau, Thurgau und nördlich des Rheins bis nach St. Blasien im Schwarzwald sowie einige namhafte Burgen und Kirchen.

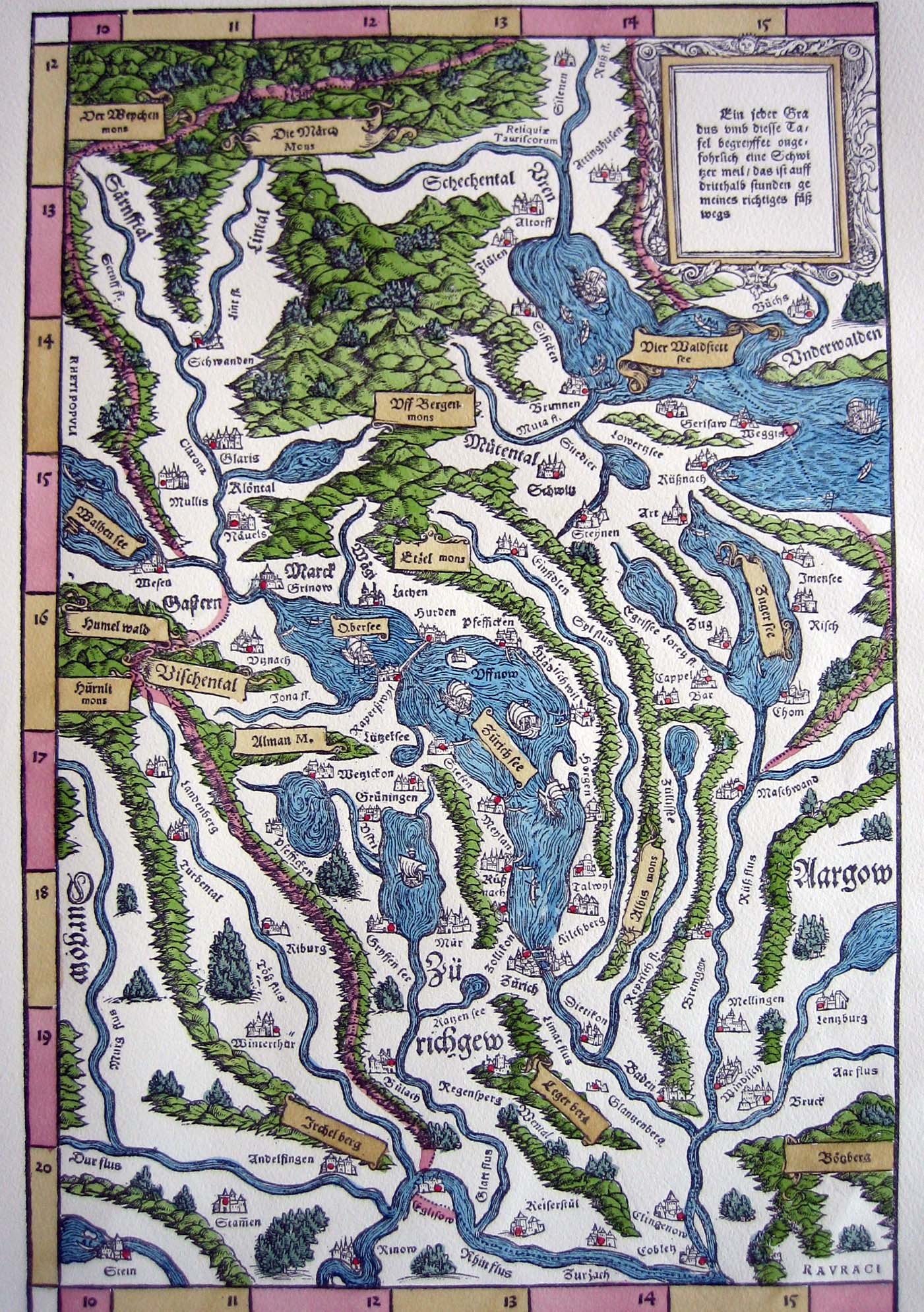
Der Zürichgau in der Stumpf’schen Chronik von 1547/48

## Geschichte

### Alte Theorien zur Herkunft
Die Alten Theorien sind durchaus interessant, aber von R. Sablonier und E. Eugster als Konstrukte entlarvt worden:
Demnach stammen die Freiherren von Regensberg von den im 10. Jahrhundert auftretenden burgundischen Grafen von Mömpelgard-Mâcon ab. In der sogenannten Hunfried-Urkunde, benannt nach dem Kanzler von Kaiser Heinrich III., wird 1044 ein Lütold von Affoltern erwähnt. Er war ein Neffe Hunfrids und gilt als Stammvater der Regensberger.

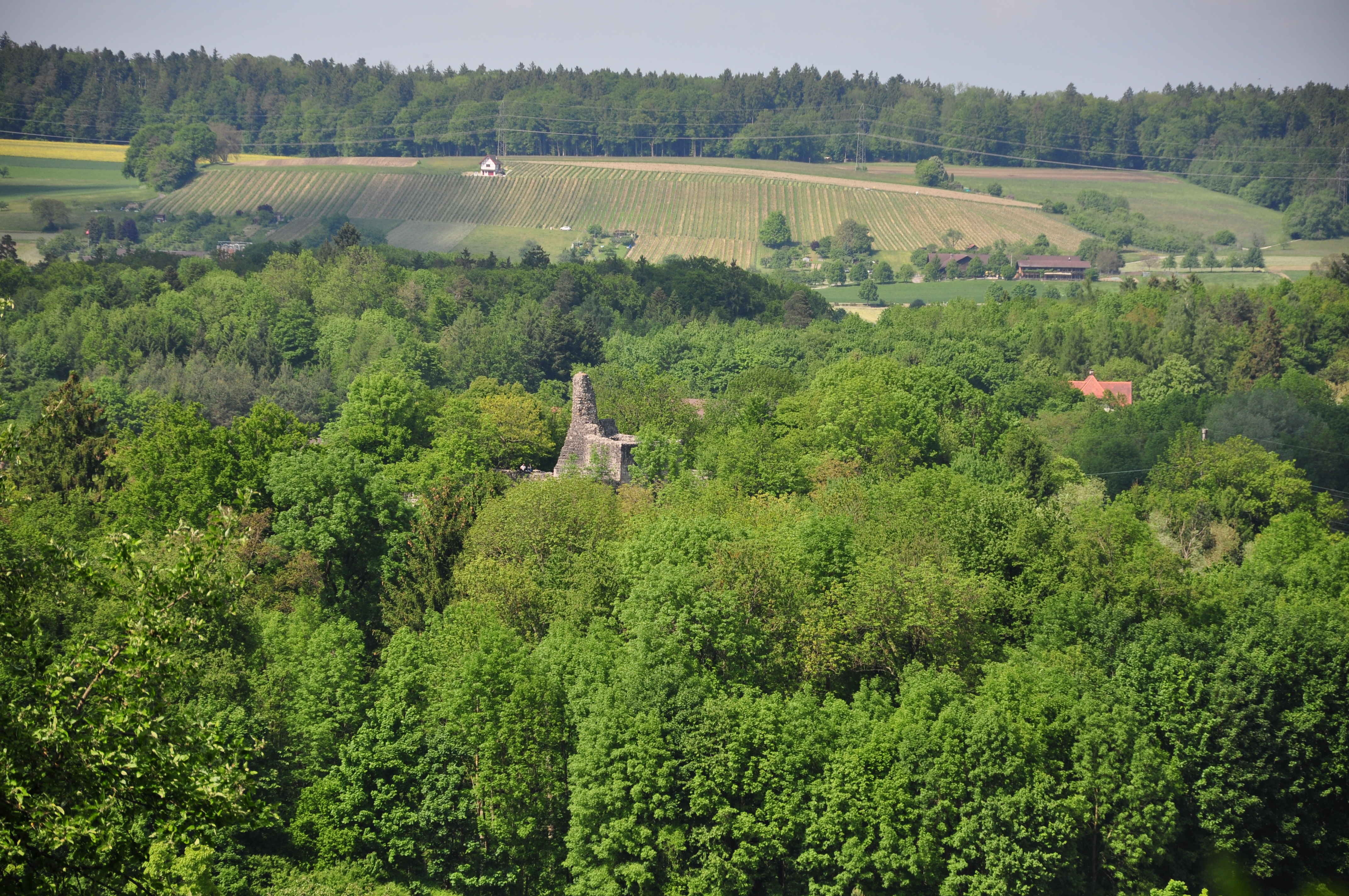
Alt-Regensberg (Altburg) in Regensdorf

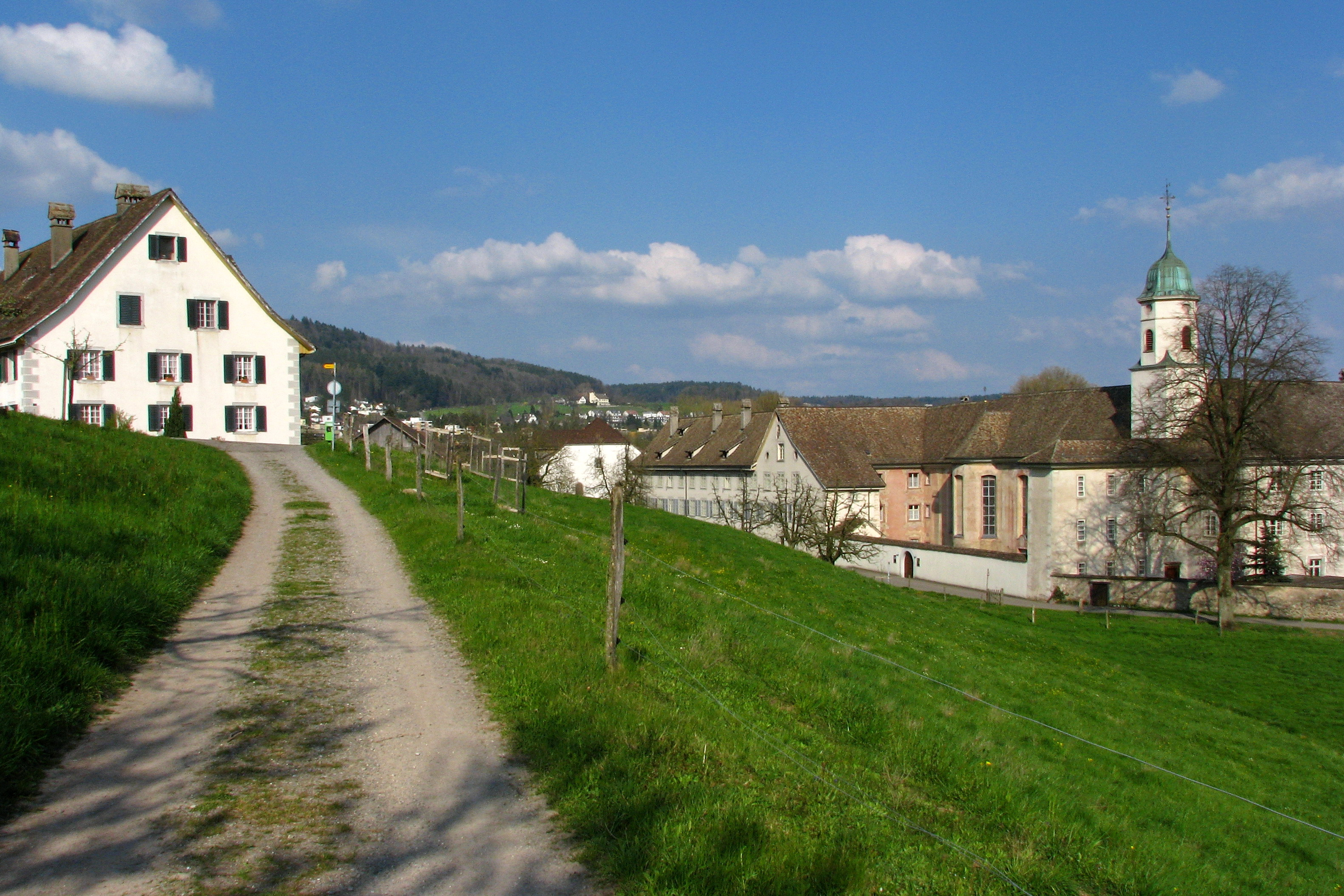
Kloster Fahr, eine Exklave des Kantons Aargau

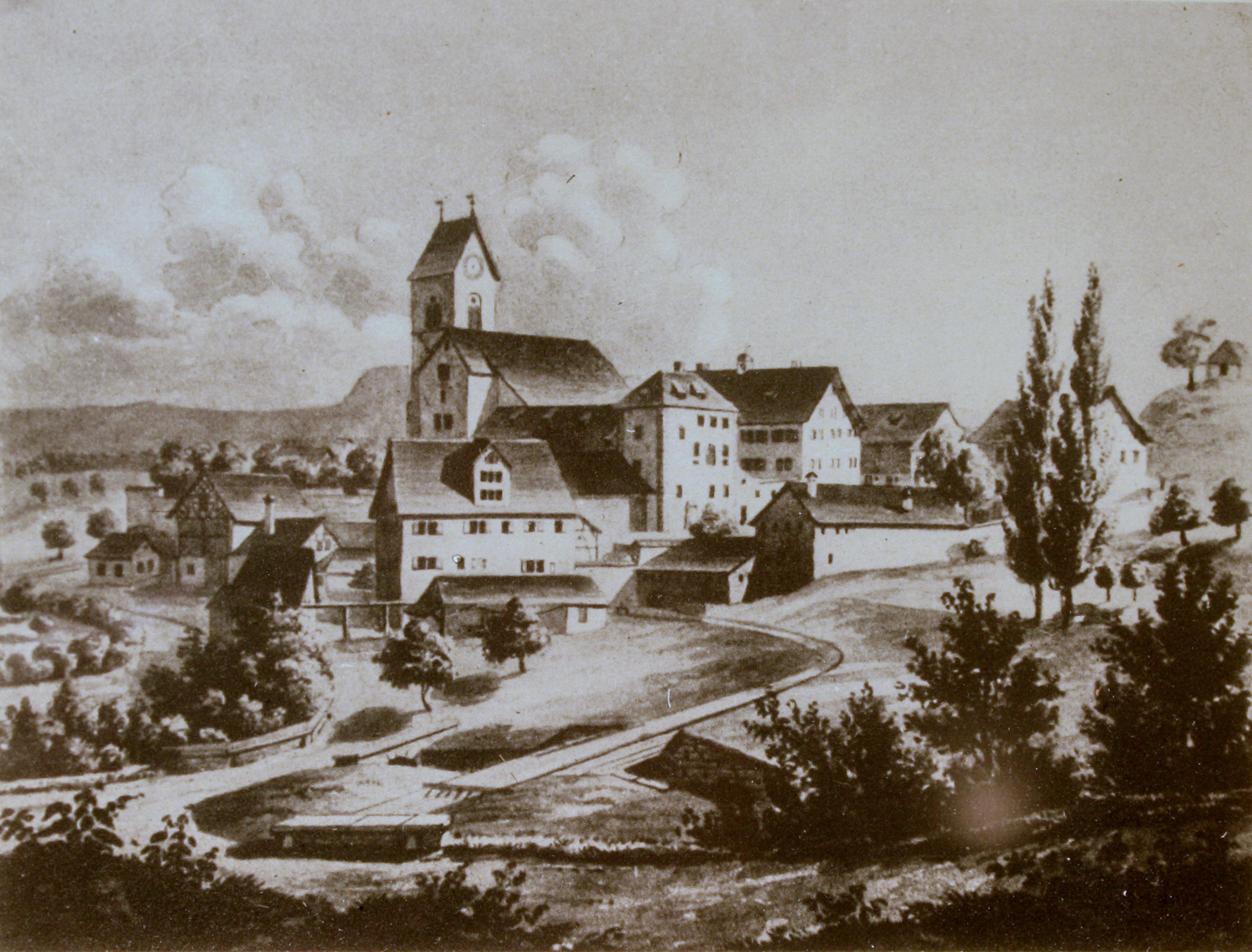
Kloster Rüti nach einer Zeichnung von Wilhelm Schulthess, um 1840

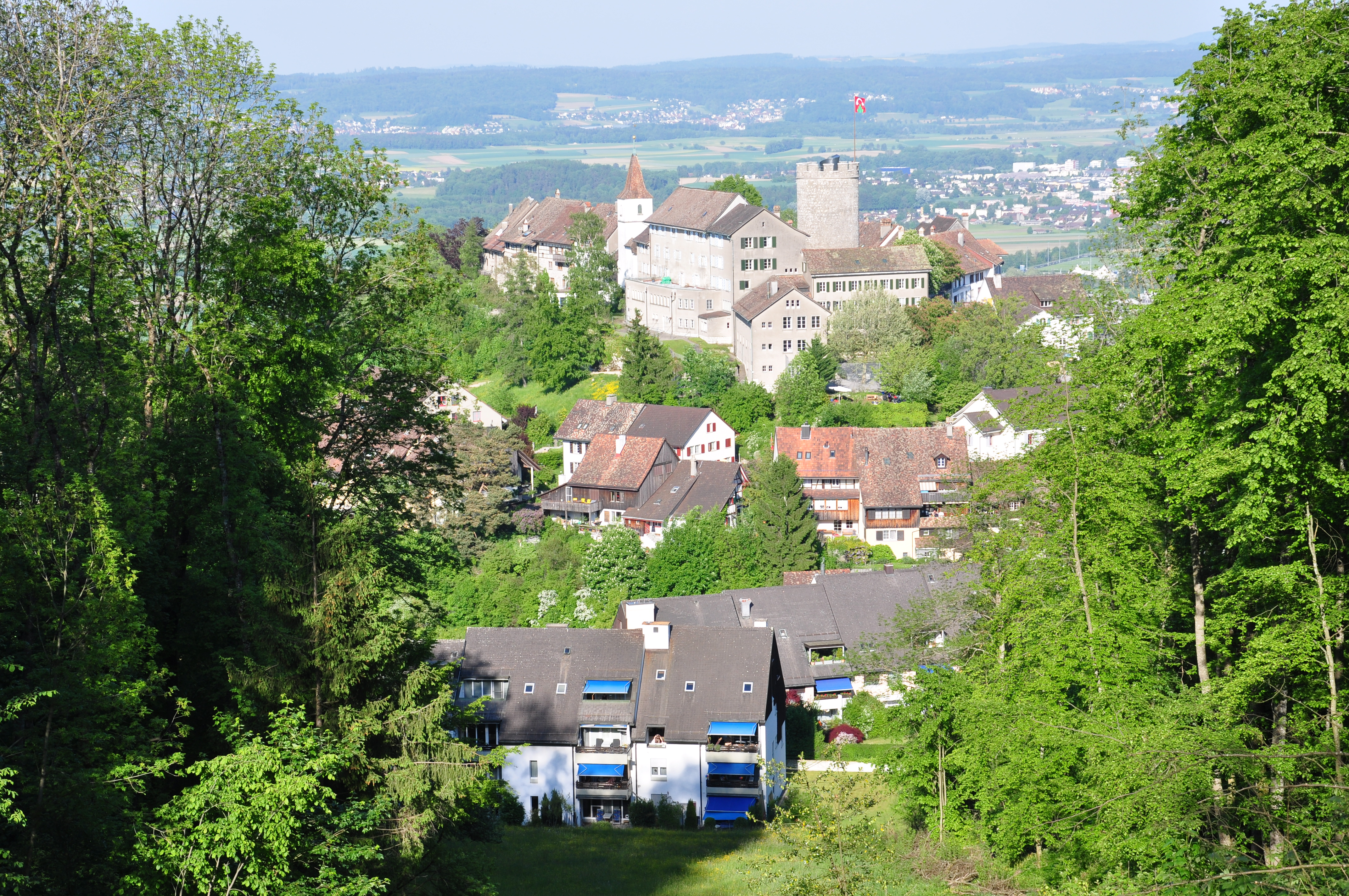
Blick von der Lägern auf Regensberg

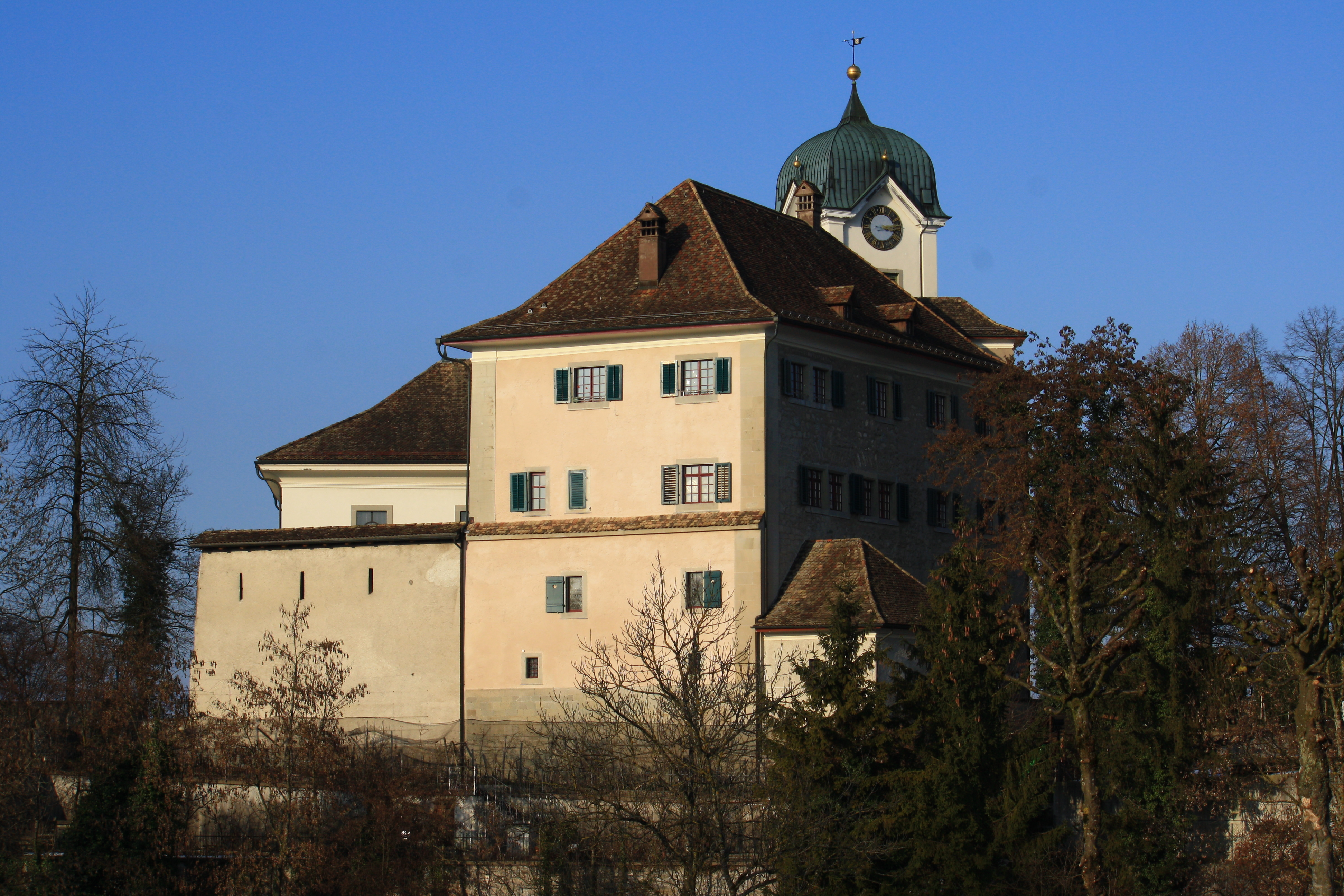
Schloss und Kirche Grüningen

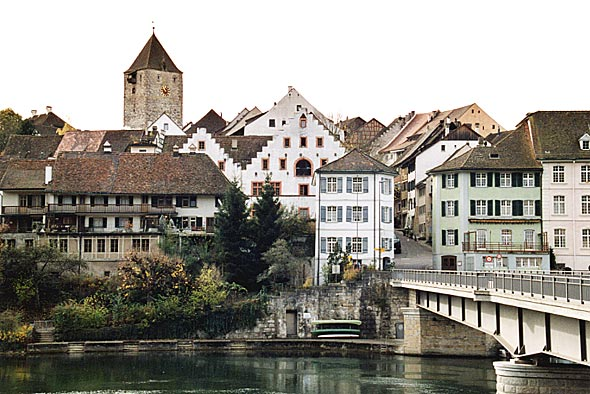
Altstadt von Kaiserstuhl vom deutschen Ufer aus gesehen

Angebliche Zerstörung Glanzenbergs während der Regensberger Fehde, Zeichnung 1715

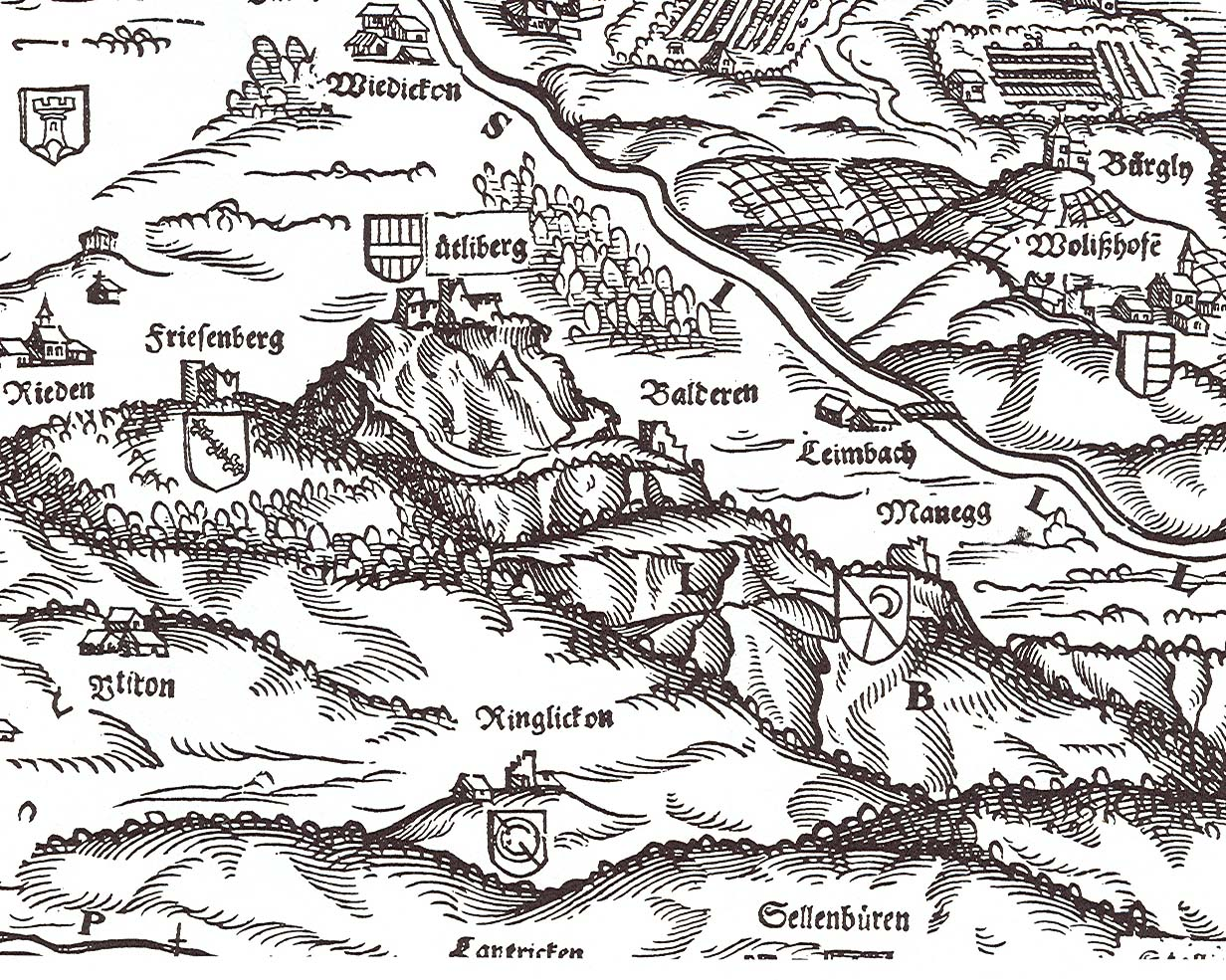
Zürcher Kantonskarte von Jos Murer (1566). Ausschnitt mit den Burgstellen Friesenberg, Üetliburg, Baldern, Manegg, Sellenbüren

Vermutlich um 1040 erbaute Lütold von Affoltern in der Nähe von Regensdorf die Altburg, an der heutigen Grenze zwischen der Stadt Zürich und Regensdorf, unweit des Katzensees. Die auch Alt-Regensberg genannte Burg wurde zum Stammsitz der Freiherren.
Wohl im gleichen Zeitraum erfolgte bei Fahr (Dietikon) an der Limmat der Bau der Burg Fahr, vorerst aus Holz, am Standort des späteren Städtchens Glanzenberg. In einer Urkunde aus dem Jahr 1044 treten neben Lütold von Affoltern auch Ebbo und Adalbero von Fahr als Zeugen auf, vielleicht der erste Beginn einer Ministerialien-Linie (Dienstleute) der Regensberger.
Um das Jahr 1050 wurden den Regensbergern die kirchlichen Bedürfnisse der umliegenden Bevölkerung anvertraut, und sie bauten die St. Niklauskapelle als Pfarrkirche in Oberregensdorf, mit Abstand das älteste Gebäude der Gemeinde und zugleich eines der ältesten kirchlichen Bauwerke im Kanton Zürich.

### Blütezeit der Regensberger
Lütold I. (* um 1040, † 1088), der Sohn von Lütold von Affoltern, begann sich nach der Burg Alt-Regensberg zu nennen und begründete damit die Linie der Freiherren von Regensberg; er starb im Kampf gegen den Abt des Klosters St. Gallen. Lütold II. oder vermutlich eher Lütold III. und seine Frau Judenta schenkten – gemäss einer zur nachträglichen Absicherung der Klostergründung in Fahr gefälschten Urkunde – am 22. Januar 1130, bezeugt unter anderem von Rudolf de Bobpinsolo, der «Cella Einsiedelon» – dem Kloster Einsiedeln – ihr Eigengut «Vara» (Fähre) an der Limmat, mit der bereits dort bestehenden St. Anna-Kapelle, der Mühle, den Wäldern und Rebbergen. Das Kloster Einsiedeln sollte hier ein Frauenkloster gründen und verwalten, das heutige Kloster Fahr.  Die Regensberger übernahmen die Vogtei über dessen Besitzungen.
Lütold IV. (* um 1140, † 1218 in Akkon, Palästina) schliesslich hatte seine Machtstellung bereits derart ausgebaut, dass er sich ab dem frühen 13. Jahrhundert Graf von Regensberg nennen konnte. Er besass zu diesem Zeitpunkt Güter und Rechte in weiten Teilen des Zürichgaus, im Thurgau, Klettgau und bis weit in den Aargau. Die alte Stammburg wurde nun deutlich erweitert, erhielt einen steinernen Bering, eine Zisterne und neue Ökonomiebauten. Auch der Turm der Altburg wurde mit sorgfältig zugehauenen Bossenquadern neu ausgeführt.
Um das Jahr 1206 stiftete Lütold IV. das Prämonstratenser Kloster Rüti. Lütold IV. war mit Rudolf II. von Rapperswil Teilnehmer am Fünften Kreuzzug und könnte im Johanniterorden in Palästina gedient haben, der im nur fünf Kilometer von der Abtei Rüti entfernten Bubikon eine bedeutende Komturei besass, das heutige Ritterhaus Bubikon, zu dessen Mitstiftern die Rapperswiler gehörten.
Die Regensberger schenkten der Abtei Rüti 1209 nebst anderen Besitzungen Seegräben und die Mühle Aathal, mit Vorbehalt des Patronats und Schutzrechtes. Zudem befreiten sie das Kloster Rüti im Jahr 1260 von Steuerabgaben in Grüningen und sicherten sich die Vogteirechte über die neue Abtei.

### Territoriale Ausdehnung
Als 1218 der letzte Zähringer und Reichsvogt des Zürichgaus starb, verlieh Kaiser Friedrich II. der Stadt Zürich die Reichsfreiheit und nahm die verbliebenen Lehen der Reichsvogtei an die Krone zurück. Teilstücke verlieh er an lokale Adelsgeschlechter, womit die Freiherren von Regensberg vermutlich Einfluss auf Teile der alten Reichsvogtei erlangten, wozu auch das Ufergebiet des Zürichsees gehörte.
Vermutlich bereits zu Beginn des 13. Jahrhunderts versuchten die Freiherren von Regensberg, ihre Herrschaft weiter auszubauen. Mit der Eröffnung des Gotthardpasses gewann der Nord-Süd-Handel stark an Bedeutung, und die Regensberger beabsichtigten wohl, den Handelsverkehr auch durch ihr Gebiet zu lenken.
Um den Handelsverkehr auf der Limmat aus Zürich zu kontrollieren, erfolgte um 1240 die Gründung des Städtchen Glanzenberg, unweit der Burg Fahr, die ausgebaut und weiter befestigt wurde.
Die Regensberger hatten den Platz für eine Stadtgründung nach strategischen Gesichtspunkten ausgewählt. Für einen Brückenbau benötigten sie jedoch die Kooperation der Herren von Schönenwerd, deren Burg am gegenüberliegenden Limmatufer stand. Auf Druck der Stadt Zürich verpflichteten sich die Herren von Schönenwerd im Jahr 1257, Glanzenberg kein Land für einen die Stadt Zürich konkurrenzierenden Brückenbau zu verkaufen. Die diesbezügliche Urkunde enthält die erste schriftliche Erwähnung der Stadt Glanzenberg.
Von Lütold V. oder seinem Sohn Ulrich (I.) wurde um 1245 auf der Lägern Burg und Städtchen Neu-Regensberg als der neue Stammsitz der Herrschaft Regensberg erbaut, gesichert von kleineren Vorwerken auf der Lägern.
Als gesichert gilt, dass nach dem Tod von Lütold V. (um 1250) seine beiden Söhne, Lütold VI. und Ulrich von Regensberg, das Erbe teilten. Ulrich erhielt das Burgstädtchen Neu-Regensberg sowie Besitz im Gebiet von Glanzenberg, Fahr und Weiningen.  Ulrich residierte fortan auf Neu-Regensberg, sein Bruder Lütold VI. in Alt-Regensberg. Nun setzte eine lange Reihe von Verkäufen und Verpfändungen ein, ohne welche die Familie ihren Lebensstil und den intensiven Ausbau ihrer Besitzungen offenbar nicht aufrechterhalten konnte.
1253 übergab das Kloster St. Gallen die Vogteirechte über Grüningen, zusammen mit den Höfen Dürnten und Altorf an Lüthold VI. von Regensberg. Im gleichen Zeitraum wird die Entstehung des Städtchens vor der Burg datiert, und der Stadtwerdungsprozess den Regensbergern zugeordnet. Städtchen und Burg Grüningen wurden als Verwaltungszentrum und eine der wichtigsten Besitzungen der Regensberger ausgebaut.
Zu Beginn des Interregnums (1254–1273) waren die Regensberger bestrebt, ihre Machtstellung rund um Zürich beständig auszubauen und bauten in dieser Zeit die Burg Wulp bei Küsnacht am rechten Zürichseeufer aus.
In die gleiche Zeitspanne fällt der Ausbau von Glanzenberg: Eberhard, Propst in Fahr und Mönch im Kloster Einsiedeln, wird 1255 als Zeuge bei dem schiedsrichterlichen Entscheid des Prediger-Priors Hugo in Zürich und des Leutpriesters von Dällikon in einer Streitsache zwischen Ulrich von Regensberg und den Freien von Weiningen erwähnt. Eine nochmalige Erwähnung ist am 1. November 1259 in einem Streit mit Rudolf (II.) von Habsburg-Laufenburg, Kanonikus zu Basel und Rektor der Kirche zu Dietikon, über die Grenzen der Pfarrei Dietikon und der zu Fahr gehörenden Pfarrei Weiningen. Im gleichen Jahr wurde, nun im Streit zwischen Propst Eberhard von Fahr und Graf Rudolf von Habsburg um die Pfarreizugehörigkeit der Stadt Glanzenberg, ein Schiedsspruch zugunsten des Klosters Fahrs gefällt. Dennoch waren die Regensberger mit ihrer eigentlichen Absicht hinter der Gründung von Glanzenberg gescheitert. Die Stadt Zürich, die hier keinesfalls eine neue Brücke über die Limmat tolerieren wollte, hatte die das Südufer der Limmat beherrschenden Herren von Schönenwerd schon 1257 überzeugt, auf ein Bündnis mit den Regensbergern zu verzichten.
Im Südwesten der Stadt Zürich dominierten die Regensberger Burgen Uetliberg und Friesenberg sowie vermutlich auch Burg Baldern den Zugang der Stadt Zürich am rechten Seeufer, ins Säuliamt und in die Innerschweiz sowie ins Sihltal.
Im westlich der Stadt Zürich gelegenen Limmattal kontrollierte das Burgstädtchen Glanzenberg den Schiffsverkehr auf der Limmat und die Strasse Richtung Baden. Den Nordwesten Richtung Winterthur, Schaffhausen, ins Zürcher Oberland, östlich durch das Wehntal und nördlich zum Rhein beherrschten die Burgen Alt-Regensberg und Neu-Regensberg. Das rechte Ufer des Zürichsees wurde von der Burg Wulp oberhalb von Küsnacht überwacht.
Historisch verbrieft ist der Erbstreit ab 1264 um den beträchtlichen Nachlass der ausgestorbenen Grafen von Kyburg, in dessen Verlauf Graf Rudolf von Habsburg seine Territorialansprüche mit dem Niedergang der Regensberger ab 1268 festigen konnte.

### Regensberger Fehde
In die zwei Jahrzehnte nach der Erbteilung von Ulrich und Lütold VI. fällt die nur bruchstückhaft überlieferte Regensberger Fehde von 1267/68, die mit dem wirtschaftlichen Niedergang der Regensberger und dem Verkauf der Besitzungen an Habsburger Lehnsherren endete.
Als Graf Rudolf I. von Habsburg 1264 das umfangreiche Erbe der ausgestorbenen Grafen von Kyburg antrat und mögliche Ansprüche der Regensberger überging, kam es zu einem weiteren Konflikt. Die Fehde sollen die Bischöfe von Basel und Konstanz 1267 vergeblich versucht haben zu schlichten. Zeitgenössische Quellen fehlen, doch die spätmittelalterlichen Chronisten berichten von einer gewaltsamen Zerstörung von Glanzenberg durch die Zürcher und Graf Rudolf im September 1267.
In den Jahren 1267/68 sollen die Zürcher zusammen mit Graf Rudolf von Habsburg zahlreiche Regensberger Burgen zerstört haben. Zeitgenössische Quellen deuten zwar auf einen Konflikt hin, doch auf den angeblich zerstörten Burgen – Alt-Lägern, Glanzenberg, Baldern, Friesenburg, Üetliburg, Wulp und Utznaburg – konnte eine gewaltsame Zerstörung bislang nicht zweifelsfrei nachgewiesen werden.
Nach der Regensberger Fehde gegen die mit der Stadt Zürich verbündeten Habsburger, die vor allem Graf Rudolf von Habsburg führte, setzte nach 1268 der rasche wirtschaftliche und politische Niedergang der Regensberger ein.

### Wandel des Kräftegleichgewichts im Zürichgau
Das Klosterarchiv Einsiedeln erläutert im Professbuch der Äbte den schwerwiegenden Wandel im Kräftegleichgewicht des Zürichgaus Ende des 13. Jahrhunderts und geht auch auf den Niedergang der Freiherren von Regensberg näher ein:
«… Von grosser Bedeutung für die weitere Geschichte des Stiftes war, dass unter diesem Abte [Heinrich II. von Güttingen] die Vogtei über das Gotteshaus an die Habsburger überging. Der … junge Graf von Rapperswil starb bereits den 15. Januar 1283. Da seine Schwester (Elisabeth von Rapperswil) resp. deren Gemahl, Ludwig von Homberg, nicht um die Lehen einkam, übertrug sie der Abt seinem eigenen Bruder, Rudolf von Güttingen. Damit war aber König Rudolf nicht einverstanden, denn die Erwerbung dieser Vogtei passte vorzüglich zu seinen Plänen, mit denen er sich gegenüber den Waldstätten trug. Er liess darum die Lehen, die an und für sich nur in männlicher Linie sich vererben konnten, durch Wetzel den Schultheissen von Winterthur, zu Händen des Königs einziehen. Rudolf von Güttingen wurde mit einer Geldsumme abgefunden. Nun wollte aber der Hornberger sich die Lehen nicht entgehen lassen. Es erhob sich deshalb zwischen ihm und dem König ein grosser Zwist, unter dem auch das Stift zu leiden hatte, das durch den Schultheissen von Winterthur, Dietrich, sogar überfallen wurde. Dieser zog sich deshalb die Exkommunikation zu …
Als Graf Ludwig von Homberg aber den 27. April 1289 gestorben war, übertrug der König seiner Witwe Elisabeth auf deren Bitten die Höfe Stäfa, Erlenbach, Pfäffikon und Wollerau, dazu noch die Pfäfers gehörenden Höfe zu Männedorf und Tuggen. Die übrigen Höfe und die Vogtei blieben aber bei den Herzögen von Österreich. Dieser Übergang der Vogtei an die Habsburger hatte für das Stift die weittragendsten Folgen; denn als um diese Zeit der Marchenstreit wieder auflebte, nahm dieser ganz neue Formen an … Im Kloster wollten die Schwyzer vor allem dessen Vögte, die Habsburger, treffen …
Auch die Vogtei über das Kloster Fahr wechselte damals ihren Inhaber. Ulrich I. von Neu-Regensberg, dessen Familie dem finanziellen Ruin entgegenging, verkaufte sie um 200 Mark seinem Oheim, Bischof Rudolf von Konstanz; der Sohn, Lütold VIII. kaufte sie aber um die gleiche Summe wieder zurück. Derselbe Lütold verkaufte dem Kloster Fahr einen Hof in Obersteinmauer. Um diese Zeit wurde wahrscheinlich auch das Hofrecht von Fahr niedergeschrieben, das freilich nur mehr in einer Kopie aus dem Jahre 1660 sich erhalten hat. Für die St. Gangulphskapelle erwirkte Abt Heinrich 1288 einen Ablassbrief von zwei Erzbischöfen und zehn Bischöfen, die sich am päpstlichen Hofe in Rieti befanden …»

### Niedergang der Regensberger
Bereits 1269 verkauften die Regensberger Grüningen als eines ihrer wertvollsten Besitztümer an Habsburg. Ulrich I. verkaufte zwischen 1268 und 1280 die Vogtei über das Kloster Fahr für 200 Mark an seinen Onkel, Bischof Rudolf von Konstanz; Lütold VIII. aber kaufte das Lehen um die gleiche Summe wieder zurück, vermutlich nach dem Tod seines Bruders, um die Herrschaft weiter halten zu können.

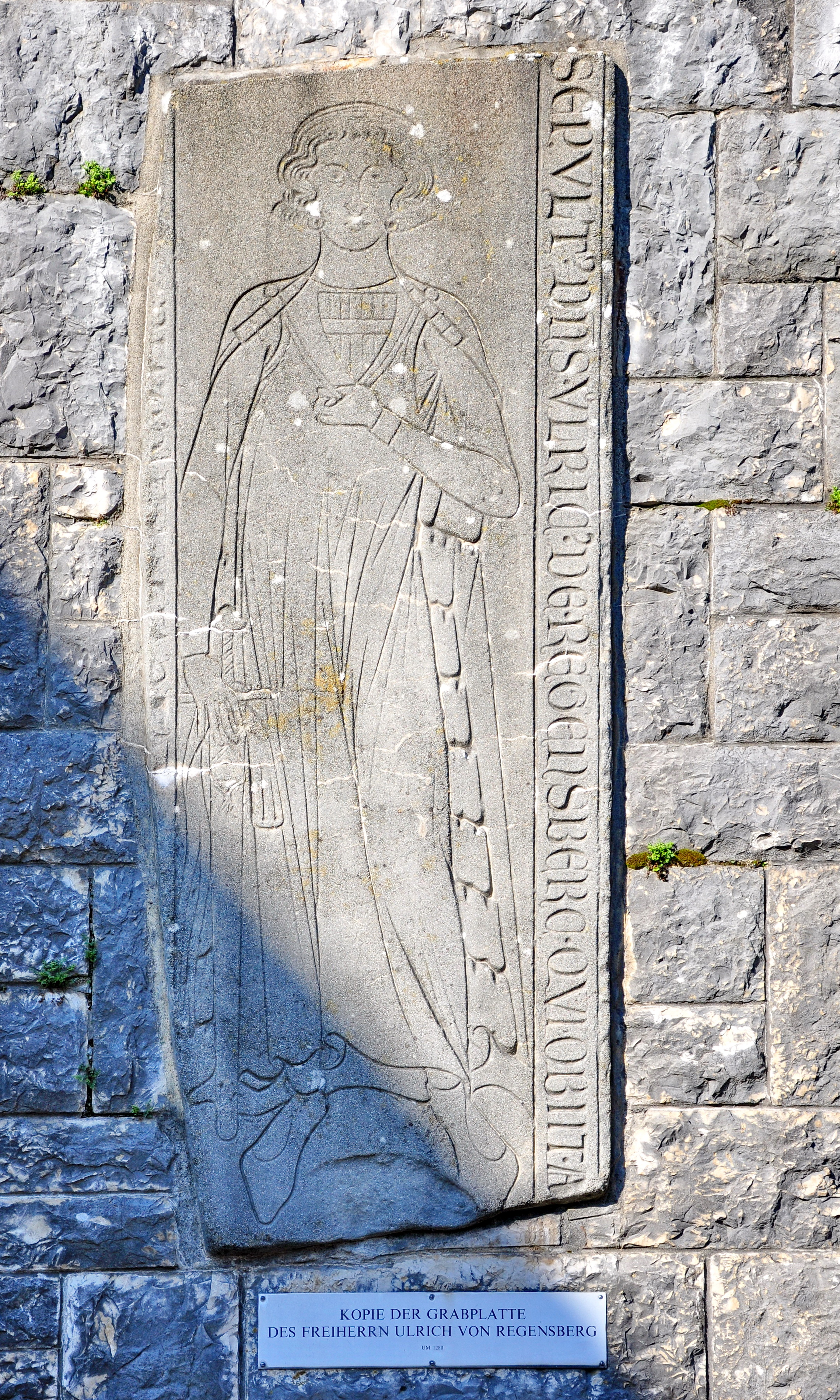
Grabplatte des Freiherrn Ulrich von Regensberg († 1280)

Ulrich von Regensberg starb um 1280 und wurde im  Barfüsserkloster Zürich bestattet. Seine sehr gut erhaltene Grabplatte, mit der Abbildung einer idealisierten Rittergestalt, ist im Schweizerischen Landesmuseum zu besichtigen, eine Nachbildung ist beim Brunnen zum Eingang des Städtchens Regensberg. Gefunden wurde sie 1903 beim Abbruch des Oetenbachbollwerks in Zürich, wo deren Rückseite als Fenstersims verwendet worden war.
Nach einer Urkunde von 1294 verkauften die Freiherrn ihre Burg Rötteln mit den zugehörigen Orten Tengen (dem heutigen Hohentengen) „und dem benachbarten Städtchen Kaiserstuhl [heute Kanton Aargau …] an das Hochstift Konstanz“.
Rudolf von Wunnenburg, ein Mönch im Kloster Einsiedeln, wurde mit einer Anzahl Adliger im Jahr 1300 in Einsiedeln von den Schwyzern gefangen genommen und bis zum 29. März in Schwyz in Geiselhaft gehalten. Interessant an dieser Passage ist die Erwähnung einer nahen Verwandtschaft der Toggenburger und der Linie Rapperswil-Laufenburg mit den Regensbergen:
«… Er wurde von den Gefangenen am 10. März als Abgesandter an ihre vornehmen Verwandten gesandt und kehrte am 25. März mit Briefen der Grafen von Rapperswil und Toggenburg zurück. In diesen Briefen verwenden sich Lütold von Regensberg für seinen Sohn Johannes, die zwei Wunnenburg und den von Ulvingen; Graf Rudolf von Habsburg-Rapperswil für seinen Oheim Johannes von Regensberg und die drei andern; Graf Friedrich von Toggenburg für seinen Oheim von Regensberg und die drei andern Obgenannten. Freiherr Ulrich von Güttingen erklärte am 3. Mai 1314, die Gefangenschaft seiner Oheime Rudolf und Heinrich von Wunnenburg, sowie die des Johannes von Regensberg und des von Ulvingen nicht rächen zu wollen …»
Ulrich von Jegistorf, Propst in Fahr und Mönch im Kloster Einsiedeln, erscheint am 11. Juni 1300, in einer Urkunde, in der Adelheid, Witwe Ulrichs von Regensberg, auf ihr Leibgeding zu Gunsten des Klosters Wettingen verzichtete. Im folgenden Jahr erwarb der Propst von Lütold VIII. den Hof Glanzenberg und andere Güter für Fahr und weitere am 25. Februar 1301, als Lütold VIII. von Regensberg die Vogtei über das Kloster Fahr an den Abt von Einsiedeln aufgab, mit der Bitte, sie an Bertold und Jakob Schwenden, Bürger von Zürich, zu verleihen.
Ulrichs Sohn Lütold VIII. musste im Jahr 1302 auch Neu-Regensberg an Habsburg-Österreich verkaufen, und die Regensberger zogen sich auf ihre alte Stammburg zurück.
Noch 1306 bezeichnete Lütold die Burg Friedberg bei Meilen als «unsere Burg», wohl aber auch aus finanziellen Gründen wurde sie an den wohlhabenden Ritter Götz Mülner aus Zürich verkauft, der sich 1321 Mülner von Friedberg nannte.
Burkhard von Ulvingen, ebenfalls Mönch in Einsiedeln, war seit 1322 Propst in Fahr:
«… 11. Juli 1324, erscheint er anlässlich eines Streites wegen der Fischenz in der Limmat, der zwischen dem Kloster Fahr und dem Vogte Jakob Schwend entstanden war. Die Vogtei ging schon am 23. Juli 1325 an Rüdiger Maness von Zürich über. Kurz darauf entstand ein neuer Streit wegen Fischenzen mit Konrad, Schultheiss von Baden, in dessen Verlauf Propst Burkhard uns den 19. Dezember 1325 wieder begegnet. Im gleichen Jahre, den 18. September, wird er anlässlich eines Lehengeschäftes erwähnt. Den 7. Januar 1326 verleiht er die an der Limmat zwischen Fahr und dem Dorfe UnterEngstringen gelegene Mühle an Konrad Müller. Das letzte Mal erscheint Propst Burkhard den 5. Mai 1326 als Zeuge in der Urkunde, durch die Lütold von Regensberg bekennt, dass er keinen Anspruch an die Fischenzen des Gotteshauses Fahr habe».
Johannes von Neu-Regensberg, ein Sohn Lütolds VIII., war Mönch in Einsiedeln und wird  am 25. Februar 1311 in Baden bei einer Verhandlung als Zeuge urkundlich erwähnt:
«… Im Jahre 1314 war er (nach Radegg) Subdiakon; auch er wanderte in die Gefangenschaft nach Schwyz. Bei der Stiftung der St. Johannespfründe, den 29. Dezember 1315, war er als Zeuge zugegen. Er erscheint noch einmal den 5. Mai 1326, wo er Kustos genannt wird, als Zeuge in einem Handel wegen Fischenzen, den das Kloster Fahr mit seinem Bruder Lütold IX. von Neu-Regensberg hatte …»
Lütold IX. bewohnte wahrscheinlich die Stammburg Alt-Regensberg und stellte im Jahr 1321 die letzte erhaltene Urkunde auf Alt-Regensberg aus. Als die Regensberger um das Jahr 1331 in der männlichen Linie mit Lütold IX. ausstarben, gelangte die Altburg als vermutlich letzte verbliebene Besitzung der Regensberger im Jahr 1350 durch Erbgang in den Besitz der Herren von Landenberg-Greifensee.
Die Verlagerung des habsburgischen Machtzentrums nach Österreich spiegelt sich in den wiederholten Verpfändungen Regensbergs.
1409 verpfändete der Habsburger Regent von Vorderösterreich und Tirol, Herzog Friedrich «mit der leeren Tasche» Regensberg an Zürich. 1417 ging Regensberg völlig an die Stadt Zürich über. Die Herrschaft wurde zu Beginn mit den dreizehn umliegenden Gemeinden als Obervogtei, später als Landvogtei organisiert. Damit gewann Zürich im heutigen Westen des Kantons Zürich enorm an Besitz und Einfluss.

## Besitzungen und Gründungen

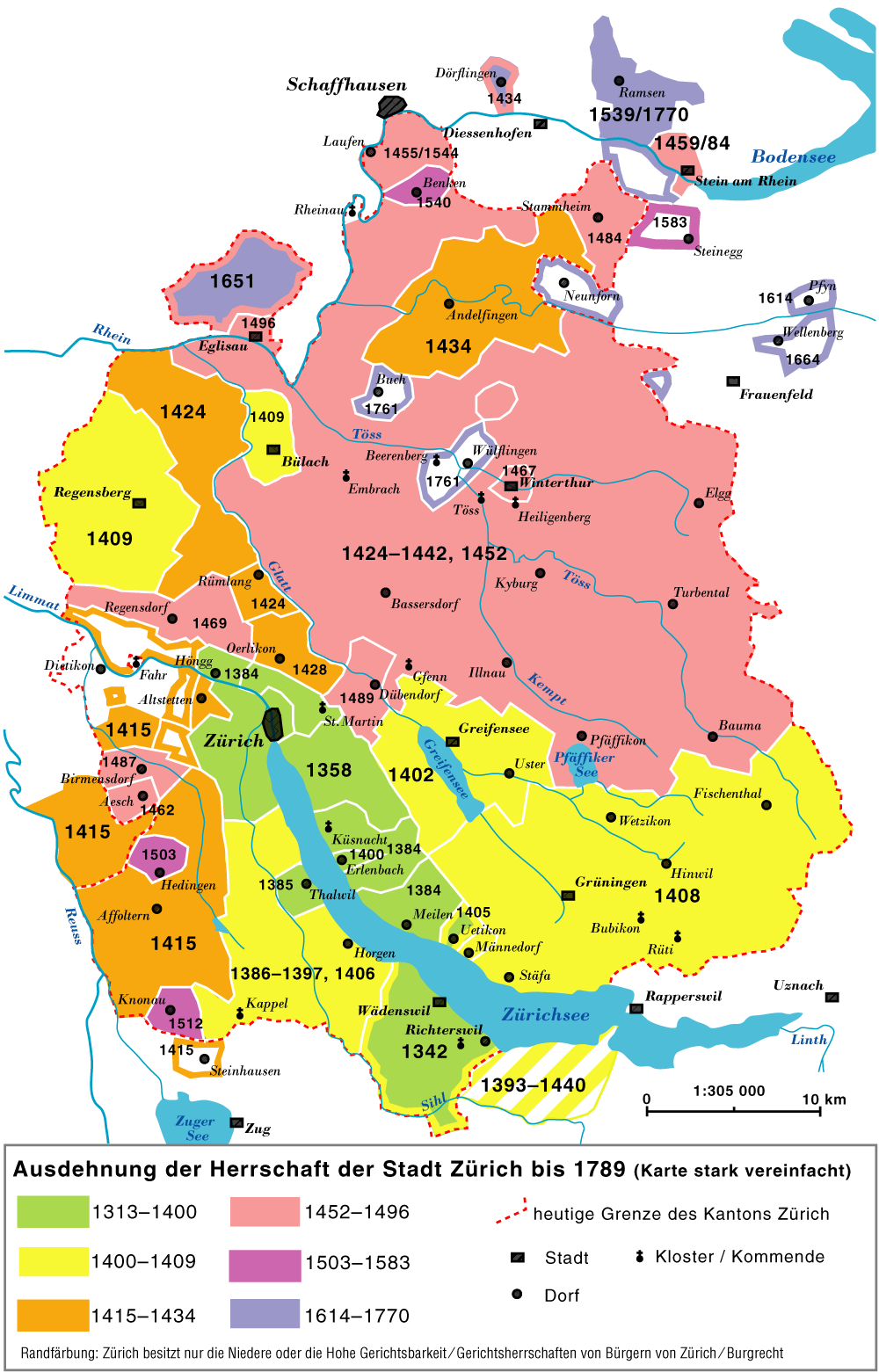
Die Ausdehnung der Herrschaft der Stadtrepublik Zürich bis 1798

- um 1040 – Altburg, erbaut von Lütold von Affoltern, dem Begründer der Regensberger Erblinie.
- um 1040 – Burg Fahr (am Standort des späteren Städtchens Glanzenberg), vermutlich erbaut von Lütold von Affoltern oder Ebbo und Adalbero von Fahr.
- um 1050 – Eigenkirche der Regensberger in Regensdorf. Im Hochmittelalter war Regensdorf mit der Burg Alt-Regensberg Zentrum der Herrschaft Regensberg. Nach der Erbteilung um 1250 blieb Regensdorf bei der altregensbergischen Hälfte, der späteren Obervogtei Regensberg, mit Ausnahme von Adlikon, das zur Grafschaft Kyburg gehörte.[18]
- nach 1113 – Schneisingen: Die erste urkundliche Erwähnung von Sneisanc erfolgte 1113. Die Edlen von Waldhausen stifteten die Propstei Wislikofen und schenkten zu diesem Zweck dem Kloster St. Blasien umfangreichen Grundbesitz in der Region. Nachdem die Freiherren von Regensberg und später das Bistum Konstanz für einige Jahrzehnte die niedere Gerichtsbarkeit ausgeübt hatten, kam diese schliesslich ebenfalls zum Kloster. Die hohe Gerichtsbarkeit lag zunächst bei den Grafen von Kyburg, nach deren Aussterben im Jahr 1264 bei den Habsburgern.
- vor 1130 – Boppelsen: Als Lütold zusammen mit seiner Frau Judenta am 22. Januar 1130 das Grundstück Fahr mit der Kapelle dem Kloster Einsiedeln schenkte, erschien in der langen Reihe der Zeugen auch ein Rudolf de Bobpinsolo. Er gehörte wohl dem Dienstadel (Ministeriale) der Regensberger an, die eine Burg an der Lägern bewohnt haben sollen (die aber bislang nicht nachgewiesen ist).[6] Nach dem Zürcher Urkundenbuch waren die Freiherren von Bobpinsolo von 1130 bis 1219 dem Kloster Einsiedeln abgabepflichtig; die niedere Gerichtsbarkeit besassen die Freiherren von Regensberg.
- 1130 – Kloster Fahr, gestiftet von Lütold II. (oder III.) und seiner Frau Judenta, 1,2 Kilometer nordöstlich der Burg Glanzenberg (Fahr), über das die Regensberger bis 1301 die Vogteirechte ausübten.
- 1130 – Herrschaft Buonas, benannt nach einem Verwandten der von Regensberg, dem Immo von Buonas.[19]
- nach 1150 – Burg Uetliberg, vermutlich im Verlauf der Regensberger Fehde zerstört (historisch nicht gesichert).
- 1206 – Kloster Rüti, gestiftet von Lütold IV.
- vor 1209 – Seegräben: Lütold IV. schenkte dem Kloster Rüti nebst anderen Besitzungen Seegräben, mit Vorbehalt des Patronats und Schutzrechtes. Dazu gehörte u. a. die Mühle Aathal, die im 13. Jahrhundert erstmals anlässlich ihrer Übergabe an das Kloster erwähnt wird.
- um 1218 – Meierhof in Niederweningen, von dem Ulrich von Weningen der Vorsteher gewesen sein soll.
- 1218 – Das Gebiet des Zollikerbergs unterstand bis 1218 den Herzögen von Zähringen, dann den Freiherren von Regensberg und später dem Kloster Rüti.[20]
- um 1218 – Küsnacht (ZH): Im Hochmittelalter wurden die Herrschaftsrechte von den Regensbergern ausgeübt, die ihren Sitz auf der Burg Wulp hatten. Ob die Burg ebenfalls im Verlauf der Regensberger Fehde zerstört wurde, wird bezweifelt. Im 14. Jahrhundert errichtete der Ritterorden der Johanniter bei der St. Georgskirche seinen Verwaltungsbezirk, die Komturei Küsnacht.
- 1239 – Rietheim (AG): Graf Heinrich von Küssaberg und Lütold (der Ältere) von Regensberg besiegelten am 26. Dezember 1239 in Rietheim AG einen Vertrag; als Zeuge trat ein Cuonradus de Rietheim auf. Er gehörte zum Adelsgeschlecht der Freien von Rietheim, die im Dorf einen kleinen Turm besassen.
- 1240 – Burgstädtchen Glanzenberg, das wie erwähnt um 1301 an das Kloster Fahr überging.
- wohl vor 1245 – Dielsdorf: Die Regensberger müssen bereits vor dem Bau ihres neuen Stammsitzes Grundbesitz im talseitigen Dielsdorf, am Fuss des Städtchens Regensberg, besessen haben: Um 1245 wurde der Dielsdorfer Gemeindebann bedeutend verkleinert, weil Lütold V. einen Teil davon dem Städtchen Regensberg zugewiesen haben soll. Der wichtigste Grundbesitzer war das Kloster St. Gallen, für dessen Besitzungen die Regensberger die Kastvogtei übernahmen. Der Regensberger Hausmeier (lat. major domus) beaufsichtigte den sogenannten Meierhof. Die Naturalabgaben bewahrte er im Keller des klösterlichen Kellhofs in Dielsdorf zur Verwaltung auf und übernahm vermutlich in Personalunion die Aufgaben des klösterlichen Cellarius (sog. Kellerverwalter, 1288 erwähnt).[21] 1276–1306 verpfändete das Kloster St. Gallen den Dielsdorfer Kehlhof (Kellhof) und die Vogtei an die Regensberger, die zusammen mit der niederen Gerichtsbarkeit um 1302 an Habsburg überging.[22]
- um 1245 – Burgstädtchen Regensberg als neuer Herrschaftssitz, bereits 1302 in Habsburger Besitz übergegangen.
- um 1245 Burg Alt-Lägern, vermutlich zur Absicherung des neuen Stammsitzes, Sitz der Ritter von Lägern. Auch die Burg Alt-Lägern soll während der Regensberger Fehde zerstört worden sein. Aufgrund seiner verkehrsgeographisch günstigen Lage dürfte sie den Durchgang durch das Wehntal kontrolliert haben. An dieser Ost-West-Verbindung lag auch der bekannte Wallfahrtsort Liebfrauen Kapelle am Pflasterbach, der im ausgehenden Mittelalter eine überregionale Bekanntheit erlangte.[23]
- zwischen 1250 und 1314 – Buchs: Ein Leutpriester wird 1250, die Pfarrkirche 1275 erwähnt. Patronatsrechte und Zehnten gingen 1314 an das Johanniterhaus Bubikon.[24]
- 1253 – Herrschaft und Burgstädtchen Grüningen, dessen Lehen bereits 1269 an das Kloster St. Gallen zurückgegeben und 1302 an Habsburg gingen.
- 1254 – Städtchen Kaiserstuhl, die einzige Stadtgründung der Regensberger auf Aargauer Gebiet, wahrscheinlich gemeinsam mit den Freiherren von Kaiserstuhl. Kaiserstuhl wurde 1294 an das Fürstbistum Konstanz verkauft.
- 1254 – Unterendingen: Während des Hochmittelalters gehörte das Dorf zum Herrschaftsbereich der Freiherren von Tegerfelden. Ihnen unterstellt waren die 1239 erstmals erwähnten Ritter von Endingen, die südlich von Unterendingen eine kleine Burg besassen. Nach dem Aussterben der Tegerfeldner im Jahr 1254 waren sie zuerst mit den Freiherren von Regensberg verbunden, später mit dem Bistum Konstanz. Um 1305 erwarben die Habsburger die hohe Gerichtsbarkeit.
- bis 1257 oder nach 1257 bis 1267 – Burg Friesenberg, vermutlich als strategisches Vorwerk der Regensberger Burg Uetliberg und im Verlauf der Regensberger Fehde zerstört (historisch nicht gesichert).
- 1258 – Schöfflisdorf wird erstmals urkundlich erwähnt. Freiherr Lütold VIII. bestätigt in einem Pergamentbrief den Verkauf eines Grundstückes an einen Berchtold von Waldhausen im Bachsertal. Der Pergamentbrief wird heute noch im Staatsarchiv Zürich aufbewahrt.
- evtl. bis 1267 – Burg Baldern, die Zerstörung während der Regensberger Fehde soll auf einem Irrtum des Chronisten Heinrich Brennwald beruhen.[25] Die Zerstörung von Baldern, Uetliburg und Glanzenberg ist zumindest in der Sage vom listigen Habsburger erwähnt.
- bis 1291 – Güter (Hof) in Oberweningen. Im Jahre 1291 wurde der Hof in Oberweningen durch Lütold VIII. von Regensberg an das Kloster St. Blasien verkauft. Diese Handänderung ist die erste urkundliche Erwähnung der Gemeinde.
- um 13. Jh. – Dürnten: Die Vogtei über die Besitztümer des Klosters St. Gallen besassen zunächst die Freiherren von Regensberg, später die Grafen von Toggenburg.
- vor 1292 – Dübendorf: Das Wappenbild von Dübendorf weist auf die Lehnsherren der Dübendorfer hin: Das Einhorn auf die Freiherren von Tengen, die untere Wappenhälfte auf die Freiherren von Regensberg.
- bis 1305 – Endingen (AG): Im Hochmittelalter lag das Dorf im Einflussbereich der Regensberger und des Bistums Konstanz. Ministerialen waren die Freiherren von Tegerfelden und um 1239 die Ritter von Endingen. Seit spätestens 1305 lag die hohe Gerichtsbarkeit bei den Habsburgern, während die niedere Gerichtsbarkeit vom Kloster St. Blasien ausgeübt wurde.
- bis 1321 – Burg Friedberg bei Meilen, die wohl auch aus finanziellen Gründen an den wohlhabenden Ritter Götz Mülner aus Zürich verkauft, der sich ab 1321 Mülner von Friedberg nannte.

Zu den weiteren Besitzungen der Regensberger gehörten Gebiete, Höfe und Länderungen um Dällikon, Dürnten, Sünikon, Steinmaur, Stühlingen und Watt und Weiach.

## Wappen

Wappen der Regensberger und von Regensdorf

Die Freiherren von Regensberg führten einen fünfmal gespaltenen Schild, überliefert auf einer Grabplatte von 1281 und einem Siegel von 1291. Das Wappen wurde – um den Balken vermehrt – zum Abzeichen der zürcherischen Obervogtei. Auf der Ämtertafel von 1576 ist das mit einem Doppelbalken überzogene Wappen noch mit Regensberg überschrieben, auf Konrad Meyers Vogteitafel von 1674 dagegen mit Regensdorf. Hier sind nun deutlich drei Pfähle zu erkennen, von einem einfachen Balken überzogen. Die Gemeinde Regensdorf übernahm das Vogteiwappen, so für die Gemeindescheibe von 1683.
Interessanterweise führt Regensberg einen, wohl namensgebenden, Regenbogen im Wappen: Als sogenannte gemeine Figur, wie im Wappen von Regensberg, berührt der Regenbogen im Sinne der Heraldik nicht den Schildrand und nimmt Anfang und Ende in einer Wolke. Als Wappenfigur ist der Regenbogen seit Mitte des 15. Jahrhunderts in Gebrauch.

## Genealogie und Ministerialität

### Genealogie der Regensberger

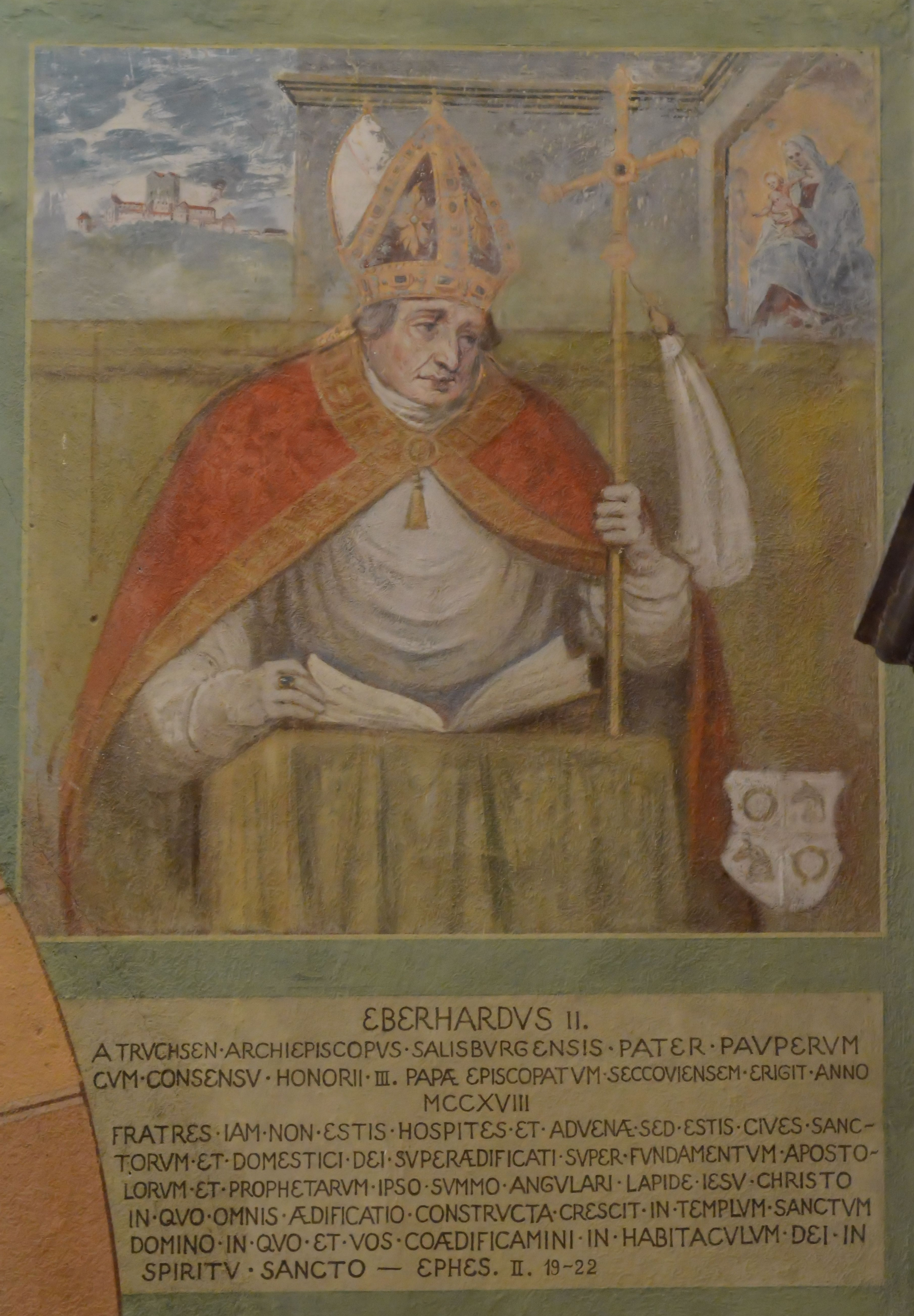
Halbfigurenportrait Erzbischof Eberhards II. von Salzburg, Bischofskapelle, Basilika Seckau, Steiermark (Darstellung um 1595)

Die Genealogie der Freiherren von Regensberg ist nicht zweifelsfrei gesichert und unvollständig.
Nahe verwandtschaftliche Beziehungen mit den einflussreichen Geschlechtern der Toggenburger, Kyburger, Rapperswiler und derer von Habsburg-Laufenburg sind aber sehr wahrscheinlich.
- Lütold von Affoltern (* vor 1040)
- Lütold I. (* um 1040, † 1088), Sohn von Lütold von Affoltern, benannte sich nach der Stammburg in Regensdorf und dürfte sich bereits Freiherr von Regensberg genannt haben.
- Lütold II. (* vor 1088), Sohn von Lütold I.
- Lütold III. (* um 1100), † 14. November,[27] verheiratet mit Judenta, und zusammen mit seiner Frau der Stifter von Kloster Fahr.
- Lütold IV. (* um 1140, † 16. November 1218 in Akkon, Palästina), vermutlich erster Graf von Regensberg, um 1206 Stifter des Klosters Rüti, Teilnehmer des Fünften Kreuzzugs.
- Eberhard von Regensberg (* um 1170, † 1. Dezember 1246), Sohn von vermutlich Lütold IV., war Erzbischof von Salzburg mit der längsten Regentschaft. Wegen seiner Leistungen wird er als Vater des  Landes Salzburgs bezeichnet.
- Lütold V. (* vor 1218, † 1. Juni[28] um 1250), verheiratet mit der aus der Westschweiz stammenden Berta von Neuenburg.[12] Lütold der Ältere (vermutlich V.) wird im Zusammenhang mit einem Verkauf in Rietheim AG erwähnt und ist vermutlich der Gründer des neuen Herrschaftssitzes Neu-Regensberg.
- Lüthold VI. (* vor 1250, † nach 1253), Sohn von Lütold V.
- Gertrud (* vor 1249), Tochter von Lütold VI., verheiratet mit Rudolf III. (Habsburg) der Schweigsame, der Nebenlinie Habsburg-Laufenburg. Nachkommen waren Gottfried I., Graf von Habsburg-Laufenburg († 1271), Eberhard I., Graf von Habsburg-Kiburg († 1284), Werner (III.), Graf von Habsburg-Laufenburg († um 1252) und Rudolf II., Bischof von Konstanz († 1293)
- Ulrich I. (* vor 1250, † 1280), Sohn von Lütold VI. und vermutlich sein Nachfolger. Verheiratet mit Berta von Klingen, einem der angesehensten hochfreien Geschlechter des Thurgaus, und nach deren Tod mit Adelheid aus dem sundgauischen Grafengeschlecht von Pfirt.[12] Gesichert ist Bischof Rudolf von Konstanz als sein Onkel.
- Lüthold VII.
- Lütold VIII. (* um 1270, † nach 1302), Sohn von Ulrich, 1284 verheiratet mit Gertrud von Lupfen[14]
- Johannes (* um 1290, † nach 1326), Sohn von Lütold VIII. und vermutlich Gertrud von Lupfen, Mönch in Einsiedeln und Kustos im Kloster Fahr.
- Ulrich II., ein möglicher Sohn von Ulrich (I.), scheint nicht historisch gesichert.
- Lüthold IX. (um 1300, † um 1331), Sohn von Lütold VIII. und vermutlich Gertrud von Lupfen, wahrscheinlich der letzte Freiherr von Regensberg, zumindest der letzte urkundlich erwähnte der männlichen Erbfolge.

### Ministerialität

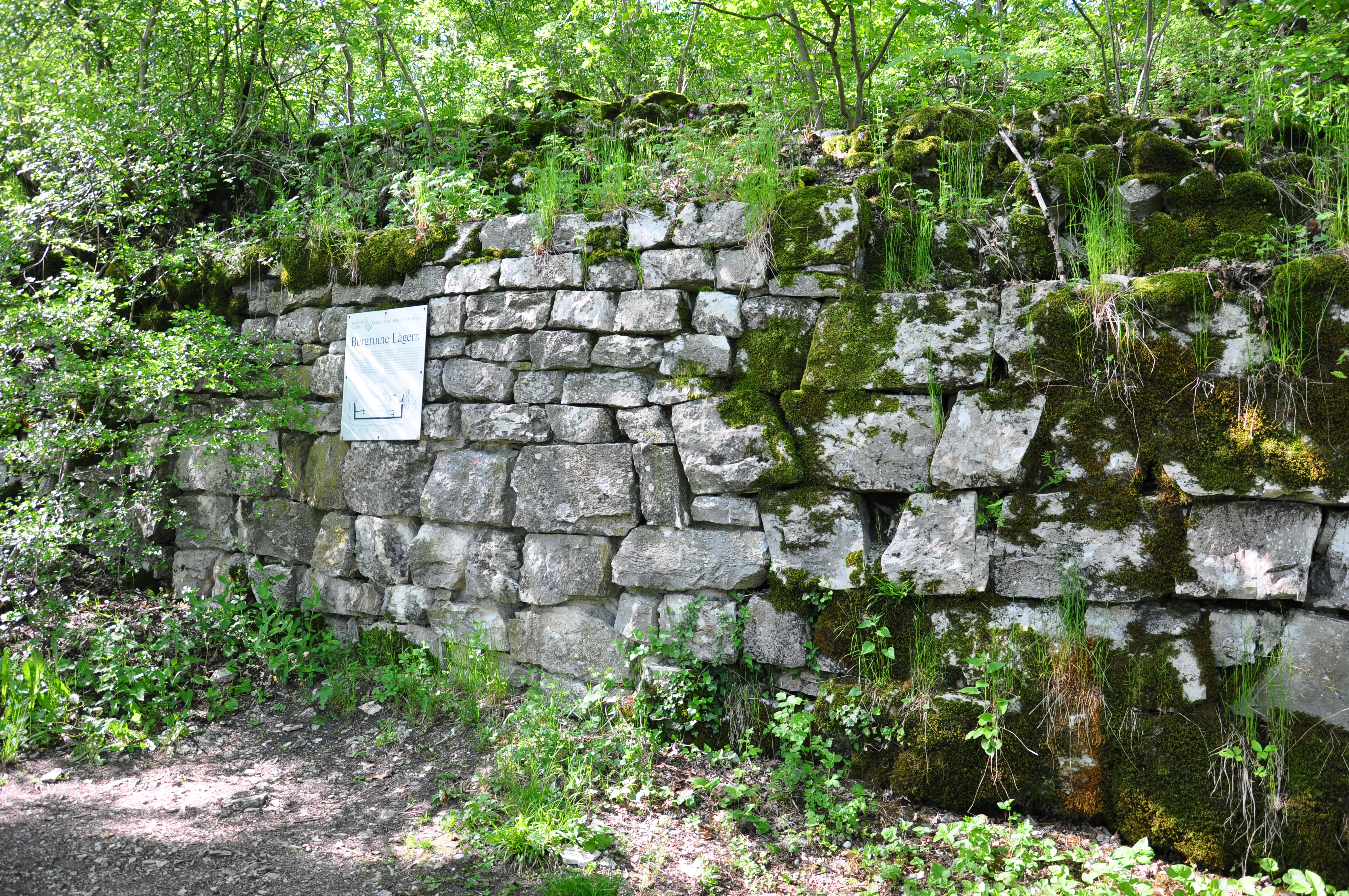
Ruine Alt-Lägern bei Boppelsen

Der Aufbau einer eigenen Ministerialität bereits im 11./12. Jahrhundert gilt als sehr wahrscheinlich, zu der etwa die Dienstleute von Boppelsen, Dällikon, Fahr, Weningen, Steinmaur und Stühlingen zählten. Überreste einzelner Ministerialenburgen sind am Pflasterbach bei Sünikon und auf dem Lägernkamm erhalten. An die Burg der Herren von Mandach erinnert noch der Flurname im Mandach östlich des Städtchens Regensberg. Als weitere Dienstleute sind die Ritter von Lägern bekannt.